# اريك غيبونز
اريك غيبونز (بالإنجليزية: Eric Gibbons)‏ هو رسام وفنان أمريكي، ولد في 1966.